# Mascar SpA
Mascar SpA – włoski producent maszyn rolnicznych z siedzibą w Via Roma we Włoszech.

## Historia
W 1997 roku Antonio Maschio, najstarszy z trzech braci Maschio, sprzedaje swoje udziały w Maschio S.p.A. młodszym braciom. 4 marca 1998 roku Antonio Maschio wraz z synem Sante, córką Mariateresa i jej mężem Carlo Cotogni nabywają fabrykę produkującą maszyny rolnicze w mieście Via Roma od Carraro F.lli Giuseppe & Lucio Spa założoną w 1969 roku przez braci Carraro Giuseppe i Lucio.

Wraz z przejęciem zmieniła się nazwa fabryki na Mascar od słów Maschio-Carraro. 26 Maja 2016 roku w Turynie została podpisana umowa pomiędzy prezydentem firmy New Holland Agriculture - Carlo Lambro i prezydentem firmy Mascar S.p.a. - Sante Maschio, w ramach której stałokomorowe prasy zbierające Mascar uzupełnią portfolio firmy New Holland.